# Библиотека Митчелла

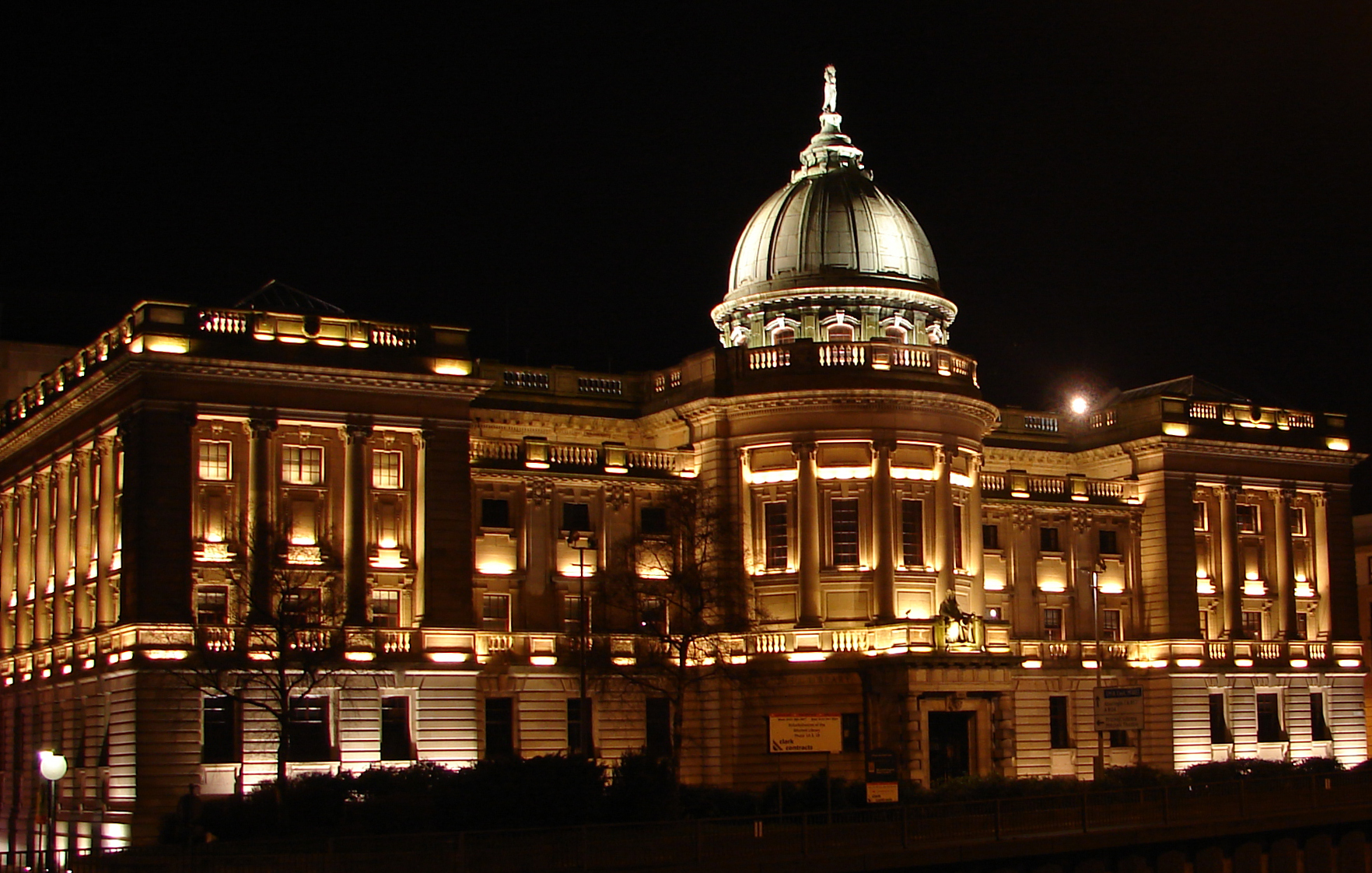
Библиотека Митчелла

Библиотека Митчелла (англ. Mitchell Library) — большая публичная библиотека и центр системы публичных библиотек городского совета Глазго, Шотландия. 

## История
Библиотека названа в честь табачного магната Стивена Митчелла, скончавшегося в 1874 году и завещавшего почти 70 тысяч фунтов стерлингов на основание библиотеки в Глазго. Открывшись для посещения в 1877 году, библиотека первоначально располагалась во временном здании на Ингрэм-стрит и содержала около 14 000 книг. Теперь она занимает три здания на Норт-стрит, а её собрание, многократно увеличившись, составляет около 1 300 000 томов, 35 000 карт и архив из тысяч газет, микрофильмов и фотографий. Среди сокровищ библиотеки — редкие издания и старинные манускрипты, городские архивы (начиная с XII века) и самая большая в мире коллекция материалов, связанных с жизнью и творчеством поэта Роберта Бёрнса.